# D.V. Gundappa

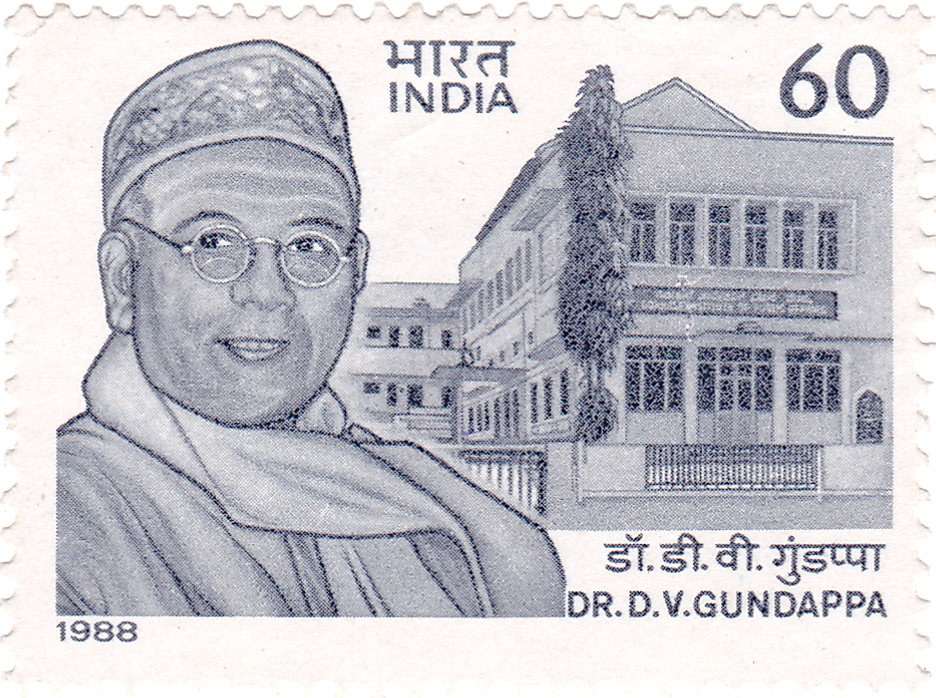
D.V. Gundappa

Devanahalli Venkataramanaiah Gundappa (popularnie nazywany DVG), (1887 – 1975) – indyjski pisarz, poeta, filozof i dziennikarz z Karnataki, tworzył w języku kannada.